# Monroe (Iowa)
Pour les articles homonymes, voir Monroe.
Ne doit pas être confondu avec Comté de Monroe (Iowa).
Monroe est une ville du  comté de Jasper, en Iowa, aux États-Unis. Elle est fondée en 1851 et incorporée le 1er mai 1897.

## Source de la traduction
- (en) Cet article est partiellement ou en totalité issu de l’article de Wikipédia en anglais intitulé « Monroe, Iowa » (voir la liste des auteurs).